# Josef Zizler

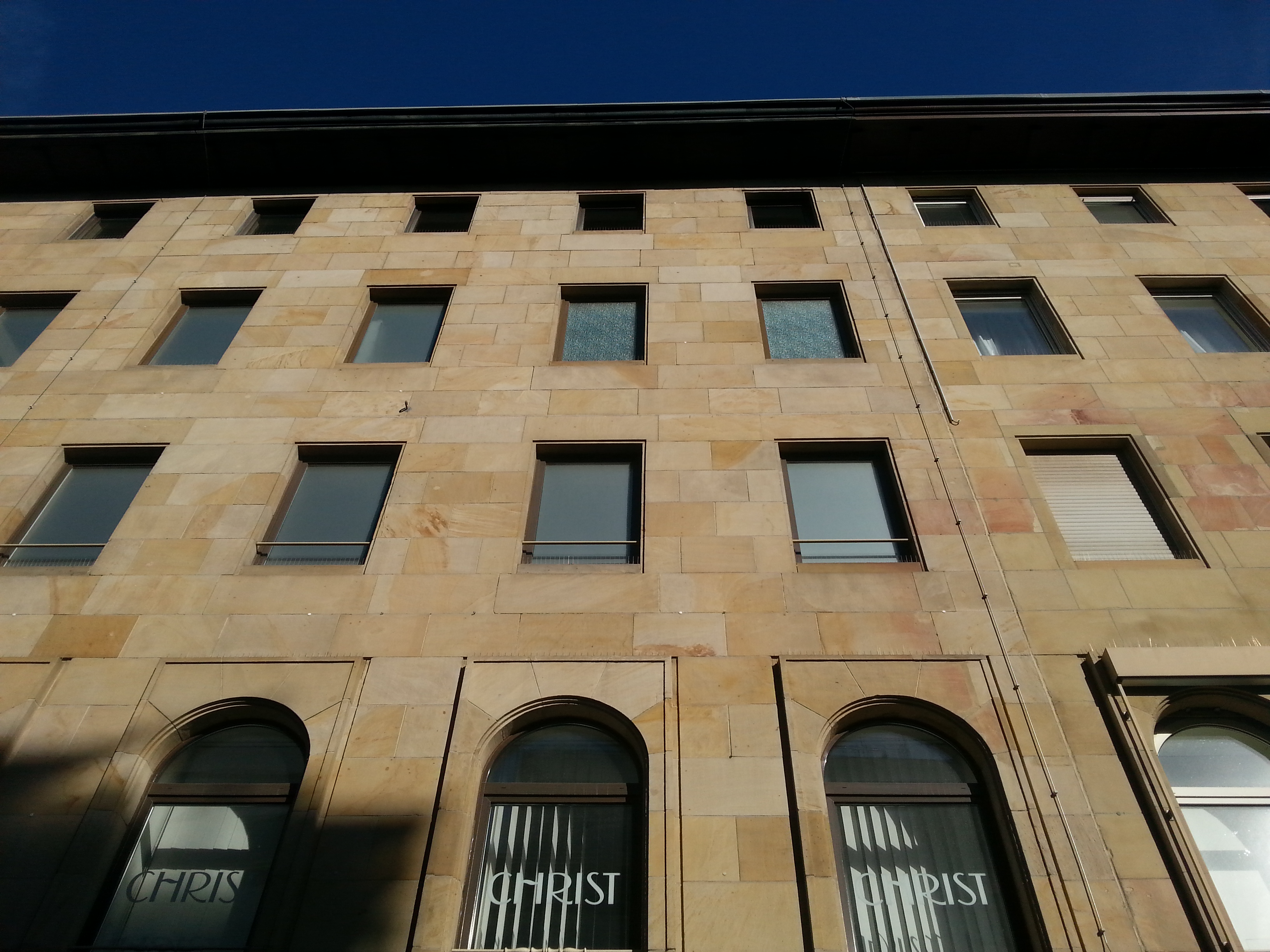
Fassade von P5 in Mannheim

Josef Zizler (* 19. März 1881 in Zwiesel; † 24. Oktober 1955 in Mannheim) war ein deutscher Architekt, Beigeordneter und Oberbaudirektor der kommunalen Bauverwaltung in Mannheim. Mit seinem umfassenden Bunkerbauprogramm während des Zweiten Weltkriegs rettete er zahlreichen Mannheimern das Leben.

## Leben
Zizler studierte von 1901 bis 1905 an der  königlich bayerischen Technischen Hochschule in München bei Friedrich von Thiersch, August Thiersch, Karl Hocheder und anderen bekannten Hochschullehrern Architektur. Nach dem Studium war er ab 1905 beim Stadtbauamt Fürth tätig und wurde 1909 als Bauassessor eingestellt. Nach dem Ausscheiden von Otto Holzer übertrug man ihm 1911 die vertretungsweise Leitung des Bauamts. Anschließend war Zizler von 1911 bis 1917 Stadtbaurat in Fürth und danach Stadtbaurat für Hochbau in Berlin-Neukölln (seit 1920 Teil von „Groß-Berlin“). Zum 7. März 1921 wurde er als Leiter des Hochbauamts nach Mannheim berufen und erhielt weitreichende Befugnisse. Wahrscheinlich war er dem Ruf von Mannheims damaligem Oberbürgermeister Theodor Kutzer gefolgt. Er war Nachfolger von Karl Roth und Richard Perrey, trat seine Stelle als Oberbaurat an – 1926 wurde er zum Oberbaudirektor ernannt – und übernahm auch die Stelle des neu gebildeten Dezernats für Hochbauwesen, Baupolizei und Gartenverwaltung. Bei seinen frühen Bauten setzte er auf die architektonische Moderne der 1920er Jahre. In den Jahren der Weltwirtschaftskrise leitete Zizler ein umfangreiches Bauprogramm zugunsten kostengünstiger Wohnanlagen und Siedlungshäuser ein. Mit der Machtübernahme der Nationalsozialisten 1933 verlor Zizler im Zuge der Auflösung seines Dezernats den Rang eines Beigeordneten der Stadt Mannheim, blieb aber Chef des Hochbauamts, trat aber nie in die NSDAP ein. 1935 wurde er Geschäftsführer der Gemeinnützigen Wohnungsbaugesellschaft Mannheim (GBG).
Am 17. Oktober 1940 erhielt er von Fritz Todt im Rahmen des „Führer-Sofortprogramms“ erste Anweisungen zum Bau von Bunkeranlagen in Mannheim. Unter dem nationalsozialistischen Oberbürgermeister Carl Renninger entstanden 56 Bunker, die in Mannheim Platz für bis zu 130000 Personen boten. Im größten Bunker der Stadt Mannheim, dem Ochsenpferchbunker, ist heute das Stadtarchiv Marchivum untergebracht.
1946 tritt Zizler altersbedingt in den Ruhestand; 1954 ehrt ihn die Stadt Mannheim mit der Schillerplakette. Der Nachlass Zizlers mit zahlreichen selbstverfassten Erinnerungen sowie Artikel und Aufsätze lagert seit 1969 im Marchivum.
Er war verheiratet mit Margaretha Zizler, geborene Lindner. Seine Tochter Zenta Vogl-Zizler wurde Bildhauerin.

## Gedicht

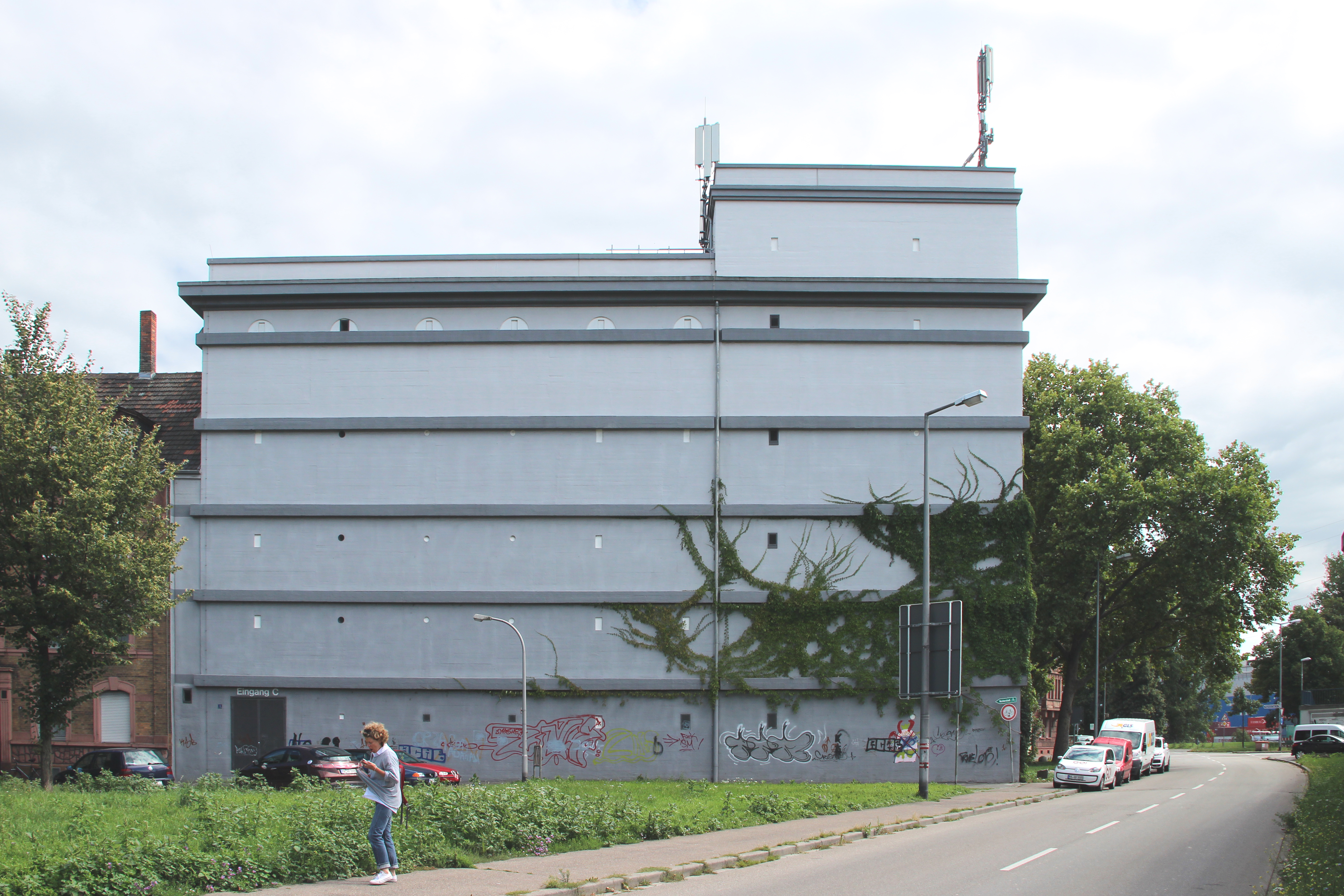
Ochsenpferchbunker 2014

Zizler rettete mit seinem umfassenden Bunkerbauprogramm zahlreichen Mannheimern das Leben. Ein anonymes Gedicht vom 16. März 1944 rühmt den Architekten:

„Hochgesang aus dem Tiefbunker.

Recherche de la Paternitè. O ewiger Spielball der Witzler! Wer zeugte die Bunker? War’s der O.B.? Mitnichten: Das war Sepp Zizler!

In Mode steht leider die Flunkerei. Ich aber brülle: ‚Ihr Kritzler! Als Vater von Mannems Bunkern sei nur Einer gepriesen: Sepp Zizler!‘

Und gibt es einst wieder vernünftigen Wein, und Federweißer und Bizzler, Verdammt! Das erste Prosit ist Dein, O Massen-Retter Sepp Zizler!“

## Bauten (Auswahl)

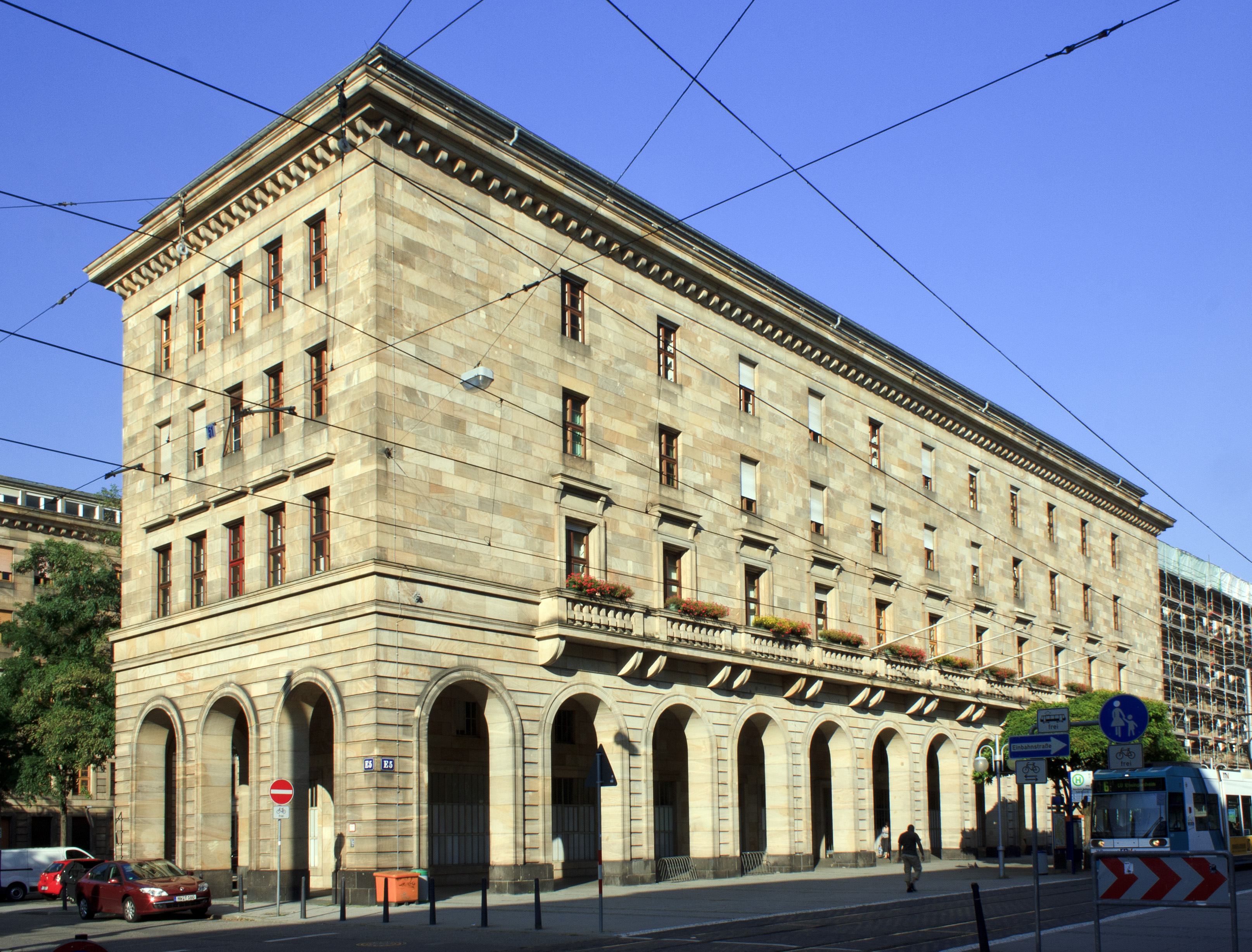
Technisches Rathaus Mannheim

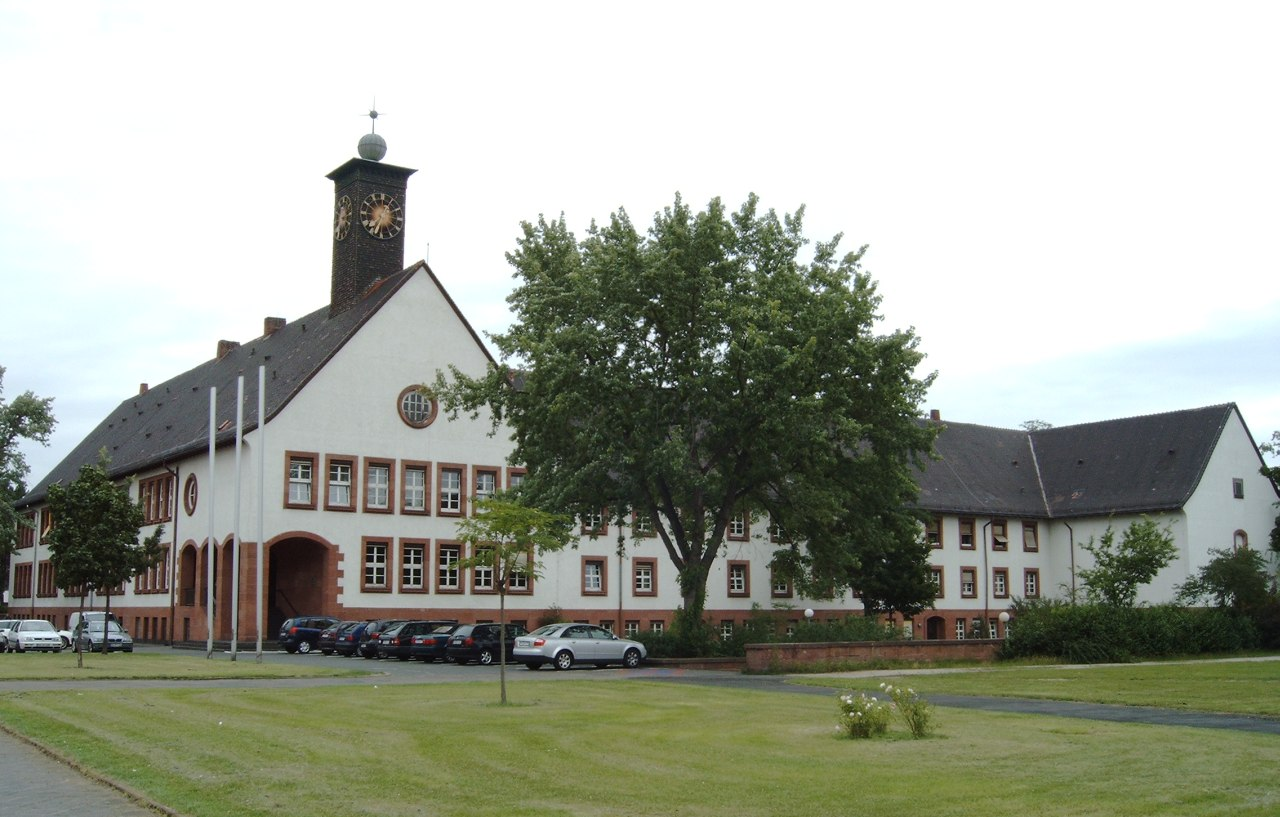
Schönauschule in Mannheim

- 1904–1906: Berolzheimerianum (Volksbildungswerk) Theresienstraße 1, in Fürth, von Otto Holzer mit Alfred Ammon
- 1912: Nebengebäude (Kleinkinderheim) des Nathanstifts (Krautheimkrippe), Maistraße 18 in Fürth
- 1919–1921: nach einem Entwurf von Reinhold Kiehl begonnene, denkmalgeschützte Siedlung am Dammweg (1919–1921) in Neukölln
- 1922–1927: Verwaltungsgebäude der Wasser-, Gas- und Elektrizitätswerke K7 in Mannheim[6]
- 1925–1927: Planetarium Mannheim
- 1926–1927: Feuerwache in Mannheim-Neckarau
- 1926–1927: Umbau des Seminarkindergarten in die Ausbildungsstätte, Fröbel-Seminar Mannheim-Lindenhof „Sonnenheim“
- 1927–1928: Albrecht-Dürer-Schule in Mannheim-Käfertal
- 1929–1931: Mütter- und Säuglingsheim in Mannheim
- 1935–1936: Geschäftshäuser in P5 und P6
- 1937–1941: Technisches Rathaus E5 in Mannheim mit Adolf Abel
- 1938–1941: Schönauschule in Mannheim-Schönau

Zu den Bunkerbauten im Zweiten Weltkrieg: 